# Christian Ludwig Stieglitz (Jurist, 1724)
Christian Ludwig Stieglitz (* 16. Februar 1724 in Leipzig; † 4. Mai 1772 ebenda) war ein deutscher Jurist, Ratsherr und Mineraliensammler.

## Leben und Wirken
Er war der älteste Sohn des gleichnamigen Leipziger Ratsherrn und späteren Bürgermeisters Christian Ludwig Stieglitz (1677–1758) und seiner zweiten Frau Sophie, geb. Döring (1696–1765), einer Tochter des Goldschmieds Gottfried Döring. Er studierte Rechtswissenschaften an der Universität Leipzig und wurde in den Leipziger Magistrat aufgenommen, später auch Proconsul (stellvertretender Bürgermeister). 
1754 heiratete er Christiane Richter, eine Tochter von Johann Christoph Richter, dem Gründer des Museum Richterianum in Leipzig. Das Paar hatte fünf Söhne, von denen der älteste wiederum den Namen Christian Ludwig erhielt.
1765 wurden Christian Ludwig und sein jüngerer Bruder Wilhelm Ludwig in den Reichsadelsstand erhoben, ohne dass er selbst das von je benutzte.
Er war weit über Leipzig hinaus bekannt für seine umfangreiche Mineraliensammlung, die er in jahrelanger Sammlertätigkeit aufgebaut hatte. 1769 veröffentlichte er einen opulenten Katalog von 65 Spitzenstücken, die er auf 21 handkolorierten Kupferstichen von dem Miniaturmaler Morino abbilden ließ. 
Seinem Sohn gelang es, die Sammlung an die Naturalienkammer im Theresianum in Wien zu verkaufen. Bei der Aufhebung des Theresianums im Jahre 1782 wurde diese Sammlung zum Teil an das kaiserliche Naturalien-Kabinett, größtenteils aber an das Universitäts-Museum abgegeben. Einzelne Teile konnten jüngst im Naturhistorischen Museum Wien wieder identifiziert werden.
1768 wurde er zum Mitglied der Leopoldina gewählt.

## Schriften
- Spicilegivm Qvarvndam Rervm Natvralivm Svbterranearvm Lipsiae Collectarvm. Leipzig: Breitkopf 1769

Faksimile: Wilson, W. E. (Hrsg.): Specimens of Some Natural Things from Underground in a Leipzig Collection. Tucson: Mineralogical Record 1992
- Vollständiger Catalogus einer Suiten Mineralien-Sammlung, welche aus 4263 Numern bestehet: aus allen Ländern Europas und den übrigen Welttheilen mit größter Sorgfalt gesammlet. Leipzig 1772